# Francisco Veza
Francisco Veza, född den 6 december 1970 i Alicante, Spanien, är en spansk fotbollsspelare som tog OS-guld i herrfotbollsturneringen vid de olympiska sommarspelen 1992 i Barcelona. 